# Labadismo
Il Labadismo è un movimento religioso protestante del XVII secolo, i cui tratti lo accomunano al Quietismo ed al Pietismo, del quale è considerato precursore. Mentre il Pietismo in quanto tale è nato e cresciuto nell'ambito delle chiese luterane, il Labadismo è considerato suo parallelo nell'ambito delle chiese riformate (calviniste). Il nome deriva dal suo fondatore, Jean de Labadie (13.2.1610- 13.2.1674), Gesuita francese convertitosi al Calvinismo.

## Vita di Jean de Labadie

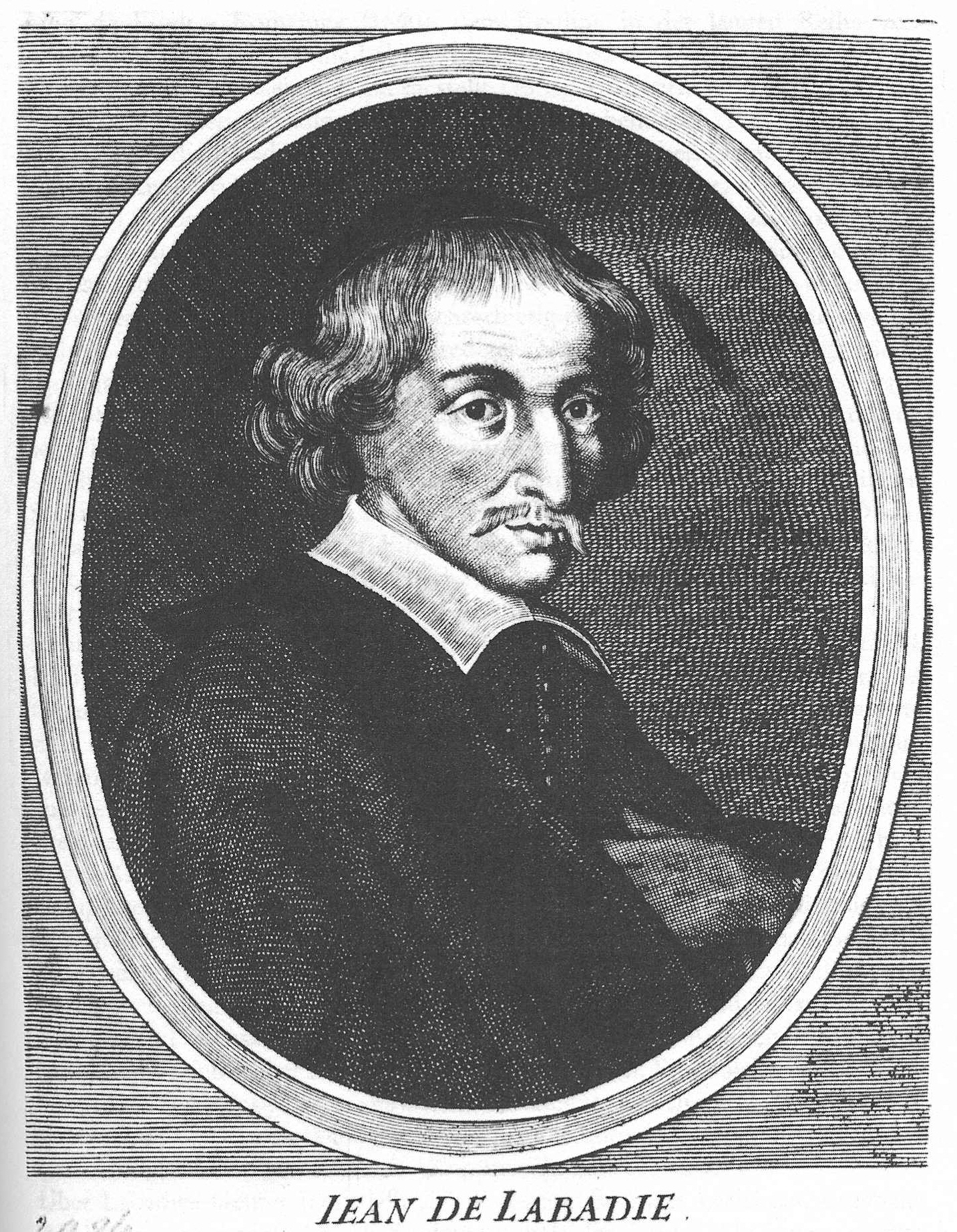
Jean de Labadie

Jean de Labadie nasce nel 1610 a Bourg, vicino a Bordeaux (Francia). Cresce nell'ambito del Cattolicesimo e viene avviato al sacerdozio come Gesuita. Insoddisfatto dell'intellettualismo prevalente fra i Gesuiti del tempo ed alla ricerca di esperienze spirituali più profonde, lascia l'ordine nel 1639. Viene dapprima attratto dalla vita comunitaria degli oratori di S. Filippo Neri, poi dai Giansenisti (che dopo un po' lo respingeranno). Parroco e predicatore in diverse diocesi della Francia del sud, predica la giustizia sociale, la rigenerazione spirituale e la separazione dalla mondanità. L'accento insistente che pone sull'esigenza di una profonda vita spirituale personale lo porta ben presto in conflitto con l'establishment religioso del suo tempo.
Stanco del Cattolicesimo, si avvicina così alla fede delle comunità calviniste e a 40 anni, nel 1650, aderisce alla fede evangelica a Montauban. È in questa città, e poi nel Principato di Orange che difende a viva voce i diritti della minoranza protestante di fronte alla legislazione sempre più ad essa avversa promossa da Luigi XIV (che culminerà nel 1685 con l'Editto di Fontainebleau, che revoca l'editto di Nantes e che toglie ai Protestanti la libertà di culto).
Labadie si trasferisce così a Ginevra, dove viene salutato come "un secondo Calvino". È qui che comincia a dubitare del valore permanente del Cristianesimo istituzionale. A Ginevra organizza gruppi domestici di comunione fraterna, preghiera e studio biblico (conventicole) e, per questo viene severamente ammonito. Nel 1662 ha una polemica col pastore François Turrettin (Turrettini), un ardente difensore dell'ortodossia calvinista, a proposito dell'interpretazione di un versetto dell'Apocalissi.
Nel 1666 Labadie e diversi suoi discepoli si trasferiscono nei Paesi Bassi fra la comunità vallone di lingua francese di Middelburg. Qui continua la sua attività di promozione del rinnovamento della chiesa attraverso gruppi di discepolato pratico, studio della Bibbia, incontri domestici e molto altro che non solo era nuovo nelle chiese riformate del tempo, ma anche visto con sospetto. Qui prende contatto con importanti figure e circoli di rinnovamento spirituale, fra i quali Comenio e Antoinette Bourignon.
Con un'apertura di mente insolita per il periodo, Labadie è cauto e rispettoso nei confronti dello zelo messianico fra gli Ebrei che era sorto nel 1667 con Sabbatai Zevi.
Nel 1669, a 59 anni, Labadie interrompe in grande misura i rapporti con le denominazioni cristiane stabilite e fonda ad Amsterdam una nuova comunità cristiana, che intende praticare la condivisione dei beni vissuta dall'antica comunità cristiana di Gerusalemme In tre case adiacenti raccoglie circa 60 persone che condividono il suo insegnamento. La persecuzione li spinge dopo solo un anno ad abbandonare l'iniziativa e si trasferiscono ad Herford in Germania. Qui la comunità si rafforza finché è costretta a lasciare il luogo. Si muovono così fino ad Altona (allora in Danimarca, oggi un sobborgo di Amburgo), dove Labadie muore nel 1674.
L'opera più influente di Labadie è "La riforma della Chiesa attraverso il pastorato" (1667), messa con la sua opera omnia all'Indice dei libri proibiti nel dicembre del 1700 da Innocenzo XI.

## La comunità labadista

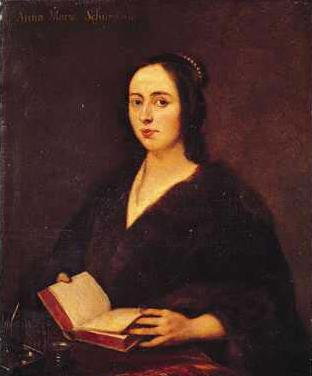
Anna Maria van Schurman, 1649 di Jan Lievens, nella National Gallery, Londra

Nella comunità labadista vi erano artigiani che generavano le sue entrate, sebbene più uomini possibile erano inviate nei paesi vicini per evangelizzare. I bambini venivano presi in cura dalla comunità. Le donne si occupavano delle necessità domestiche. Una stamperia si occupava di pubblicare e disseminare i molti scritti di Labadie e dei suoi colleghi. Curiosamente, lo scritto labadista più noto non è di Labadie, ma di una donna, Anna Maria van Schurman, poetessa e scienziata olandese, che scrive una giustificazione della sua rinuncia alla fama ed al successo per vivere in una comunità cristiana La Van Schurman era nota ai suoi giorni come "La stella di Utrecht" e diffusamente ammirata per i suoi talenti. Parlava e scriveva in cinque lingue, aveva prodotto un dizionario di Etiope, suonava molti strumenti musicali, decorava vetrate, ricamava e scriveva poesie. All'età di 62 anni rinuncia a tutto e si unisce ai labadisti.
Dopo la morte di Labadie, i suoi seguaci ritornano nei Paesi Bassi dove stabiliscono una comunità in una dimora signorile (il castello di Walta, a Wieuwerd in Frisia), che apparteneva alle tre sorelle van Aerssen van Sommelsdijck, aderenti della comunità. Qui continuava la stampa delle opere di Labadie più molte altre attività, inclusa l'agricoltura e la macinatura. Uno dei suoi membri, Hendrik van Deventer, esperto di chimica e medicina, istituisce nella stessa casa un laboratorio per cure mediche del quale pure si avvarrà il re Cristiano V di Danimarca. Il van Deventer è ricordato a tutt'oggi come un pioniere dell'ostetricia.
Alla comunità labadista vengono registrati eminenti ospiti, come Sofia del Palatinato madre di Giorgio I di Gran Bretagna. Un altro è William Penn, fondatore della colonia britannica della Pennsylvania e pioniere quacchero; un terzo è il filosofo inglese John Locke.
Sono diversi pure i pastori riformati che lasciano la cura delle loro parrocchie per aderire alla comunità labadista di Wieuwerd. Essa raggiunge nel suo punto di maggior successo il numero di 600 membri. Riceve visitatori dall'Inghilterra, Italia, Polonia ed altri paesi, ma non tutti ne approvano la stretta disciplina ed il fatto che bisognasse mangiare ciò che veniva loro posto dinnanzi. Comunità sorelle vengono stabilite pure in America. La Providence, una colonia labadista che viene stabilita nel Suriname, non ha successo. I Labadisti non erano in grado di affrontare le difficoltà e le malattie del vivere nella giungla, e gli aiuti che provenivano dai Paesi Bassi spesso venivano depredati dai pirati.
Maggiore successo hanno gli insediamenti nel Bohemia Manor in Cecil County, Maryland, che cresce fino a 200 membri. Negli anni 1690 un graduale declino della pratica della condivisione comunitaria la porta ad essere sospesa. Verso il 1730 sia gli insediamenti del Maryland che quelli della Frisia sono smantellati definitivamente, per essere assorbiti dal movimento dei Fratelli moravi del conte Von Zinzendorf.

## Credenze principali
Le principali credenze del movimento labadista seguono le persuasioni del loro fondatore, Labadie. In un impianto fondamentalmente calvinista con paralleli rilevanti al Pietismo ed all'Evangelicalismo. Esse mettono particolarmente in rilievo:
- La vera chiesa di Gesù Cristo è composta soltanto da cristiani "nati di nuovo" o "eletti". La semplice partecipazione alle funzioni della chiesa, priva di un'esperienza personale di conversione e di una vibrante spiritualità, è considerata priva di valore.
- La vera Chiesa "non è di questo mondo". Questo influisce sulla vita nel suo complesso, incluso il modo di vestire (le donne portavano un abito d'origine olandese, il bosrok, simile a quello delle suore).
- La chiesa ha sempre bisogno di riformarsi e questo deve partire dall'alto, dai suoi responsabili (pastori e preti).
- Conoscere Dio non lo si consegue seguendo delle leggi o partecipando a riti religiosi, ma attraverso la preghiera e la devozione mistica. Il cuore dev'essere riscaldato attraverso il contatto con l'amore di Dio.
- Tutti i cristiani sono sacerdoti (sacerdozio universale dei credenti) e possono portare nelle riunioni di chiesa il proprio contributo personale come edificazione fraterna. Labadie lo equiparava al "ministero profetico" del Nuovo Testamento. Per facilitarlo, i gruppi domestici sono la forma migliore di chiesa.
- L'Eucaristia è riservata, nel linguaggio labadista, solo agli "eletti", i credenti veramente impegnati nel discepolato cristiano.
- La negazione di sé stessi (abnegazione) e il digiuno sono particolarmente salutari all'anima.
- Le vanità di questo mondo devono essere respinte e le proprie risorse condivise fra i membri della comunità.
- La concezione agostiniana-giansenista della predestinazione.
- Il matrimonio deve essere "nel Signore", cioè contratto solo fra credenti impegnati. Ad un credente è permesso di separarsi dal proprio partner incredulo, se questi gli è di ostacolo nel perseguimento degli ideali cristiani e, nel linguaggio labadista, alla "opera del Signore"

## Retaggio e influenza
William Penn riporta nel suo diario l'incontro che ha con i Labadisti nel 1677 e fornisce alcune fra le ragioni per le quali queste persone avevano scelto di vivere uno stile di vita comunitario. La vedova di Labadie, Lucia, testimonia come, in gioventù, essa stessa avesse molto lamentato dell'insipienza del cristianesimo che vedeva attorno a sé. Udendo l'insegnamento di Labadie è persuasa del bisogno che ha di unirsi a quella comunità.
L'approccio di Labadie alla spiritualità cristiana, ma non la condivisione dei beni e la separazione dalle chiese storiche, è simile a quello del Pietismo tedesco. Philipp Jacob Spener, che nel 1661 aveva incontrato Labadie a Ginevra, approva per esempio ciò che ispira Labadie, ma preferisce operare nell'ambito delle chiese stabilite. Nascono, però, comunità pietiste che optano per la vita in comune. August Francke, professore all'università di Halle, fonda nel 1696 un orfanotrofio da gestire comunitariamente condividendo i beni. L'esempio di Labadie ispira George Whitfield, predicatore e revivalista inglese.

## Opere di Labadie
Labadie è l'autore di circa un centinaio di opere, le principali sono:
- Introduction à la piété dans les Mystères, Paroles et ceremonies de la Messe, Amiens, 1642.
- Odes sacrées sur le Très-adorable et auguste Mystère du S. Sacrement de l'Autel, Amiens, 1642.
- Traité de la Solitude chrestienne, ou la vie retirée du siècle, Parigi, 1645.
- Déclaration de Jean de Labadie, cy-devant prestre, predicateur et chanoine d'Amiens, contenant les raisons qui l'ont obligé à quitter la communion de l'Eglise Romaine pour se ranger à celle de l'Eglise Réformée, Montauban, 1650.
- Lettre de Jean de Labadie à ses amis de la Communion Romaine touchant sa Declaration, Montauban, 1651.
- Les Elevations d'esprit à Dieu, ou Contemplations fort instruisantes sur les plus grands Mysteres de la Foy, Montauban, 1651.
- Les Entretiens d'esprit durant le jour; ou Reflexions importantes sur la vie humaine, ...sur le Christianisme,...sur le besoin de la Reformation de ses Moeurs, Montauban, 1651.
- Le Bon Usage de l'Eucharistie, Montauban, 1656.
- Practique des Oraisons, mentale et vocale..., Montauban, 1656.
- Recueil de quelques Maximes importantes de Doctrine, de Conduite et de Pieté Chrestienne, Montauban, 1657 (poi Ginevra, 1659).
- Les Saintes Décades de Quatrains de Pieté Chretienne touchant à la connoissance de Dieu, son honneur, son amour et l'union de l'âme avec lui , Orange, 1658 (poi Ginevra, 1659, Amsterdam, 1671).
- La pratique de l'oraison et meditation Chretienne , Ginevra, 1660.
- Le Iûne religieus ou le moyen de le bien faire, Ginevra, 1665.
- Jugement charitable et juste sur l'état present des Juifs, Amsterdam 1667.
- Le Triomphe de l'Eucharistie, ou la vraye doctrine du St. Sacrement, avec les moyens d'y bien participer, Amsterdam, 1667.
- Le Héraut du Grand Roy Jesus, ou Eclaircissement de la doctrine de Jean de Labadie, pasteur, sur le Règne glorieux de Jésus-Christ et de ses saints en la terre aux derniers temps, Amsterdam, 1667.
- L'Idée d'un bon pasteur et d'une bonne Eglise, Amsterdam, 1667.
- Les Divins Herauts de la Penitence au Monde..., Amsterdam, 1667.
- La Reformation de l'Eglise par le Pastorat, Middelburg, 1667.
- Le Veritable Exorcisme, Amsterdam, 1667.
- Le Discernement d'une Veritable Eglise suivant l'Ecriture Sainte, Amsterdam, 1668.
- La Puissance eclesiastique bornée à l'Ecriture et par Elle..., Amsterdam, 1668.
- Manuel de Pieté, Middelburg 1668.
- Declaration Chrestienne et sincère de plusieurs Membres de l'Eglise de Dieu et de Jésus-Christ touchant les Justes Raisons et les Motifs qui les obligent à n'avoir point de Communion avec le synode dit Vualon, L'Aia, 1669.
- Points fondamentaux de la vie vraimant Chretiene, Amsterdam 1670.
- Abrégé du Veritable Christianisme et Téoretique et pratique..., Amsterdam, 1670.
- Le Chant Royal du Grand Roy Jésus, ou les Hymnes et Cantiques de l'Aigneau..., Amsterdam, 1670.
- Receüil de diverses Chansons Spiritüeles, Amsterdam, 1670.
- L'Empire du S. Esprit sur les Ames..., Amsterdam, 1671.
- Eclaircissement ou Declaration de la Foy et de la pureté des sentimens en la doctrine des Srs. Jean de Labadie, Pierre Yvon, Pierre Dulignon..., Amsterdam, 1671.
- Veritas sui vindex, seu solemnis fidei declaratio..., Herfordiae, 1672.
- Jesus revelé de nouveau..., Altona, 1673.
- Fragmens de quelques poesies et sentimens d'esprit..., Amsterdam, 1678.
- Poésies sacrées de l'amour divin, Amsterdam, 1680.
- Recueil de Cantiques spirituels, Amsterdam, 1680.
- Le Chretien regeneré ou nul, Amsterdam, 1685.